# Miss Universe Switzerland
Ne doit pas être confondu avec Miss Suisse.
Miss Universe Switzerland ou Miss Univers Suisse en français est un concours de beauté féminine destiné aux jeunes femmes de nationalité suisse, âgées au minimum de 18 ans.
L’élection est qualificative pour le concours international Miss Univers.
Le concours ne doit pas être confondu avec l'ancien concours national Miss Suissequi est en faillite depuis le 12 novembre 2020. Sa directrice est Lina Poffet.

## Règlement de participation
Afin de participer à Miss Universe Switzerland les candidates doivent répondre à ces critères :
• Être de nationalité suisse et disposer d'un passeport valide au moins jusqu'au 1er janvier de l’année suivant son élection.
• Être citoyenne suisse en résidence permanente pendant au moins six mois avant la date de la finale de l’élection.
• Être majeure.

## Lauréates
| Année | Nom           | Âge    | Canton  | Parcours lors de Miss Univers |
| ----- | ------------- | ------ | ------- | ----------------------------- |
| 2024  | Laura Bircher | 23 ans | Nidwald | Non classée                   |
| 2023  | Lorena Santen | 26 ans | Argovie | Non classée                   |
| 2022  | Alia Guindi   | 19 ans | Valais  | Non classée                   |

## Nombre de gagnantes par cantons
| Cantons                      | Titres | Années |
| ---------------------------- | ------ | ------ |
| Nidwald                      | 1      | 2024   |
| Argovie                      | 1      | 2023   |
| Valais                       | 1      | 2022   |
| Appenzell Rhodes-Extérieures |        |        |
| Appenzell Rhodes-Intérieures |        |        |
| Bâle Campagne                |        |        |
| Bâle-Ville                   |        |        |
| Berne                        |        |        |
| Fribourg                     |        |        |
| Genève                       |        |        |
| Glaris                       |        |        |
| Grisons                      |        |        |
| Jura                         |        |        |
| Lucerne                      |        |        |
| Neuchâtel                    |        |        |
| Obwald                       |        |        |
| Saint-Gall                   |        |        |
| Schaffhouse                  |        |        |
| Schwytz                      |        |        |
| Soleure                      |        |        |
| Thurgovie                    |        |        |
| Tessin                       |        |        |
| Uri                          |        |        |
| Vaud                         |        |        |
| Zoug                         |        |        |
| Zurich                       |        |        |